# MyCiTi

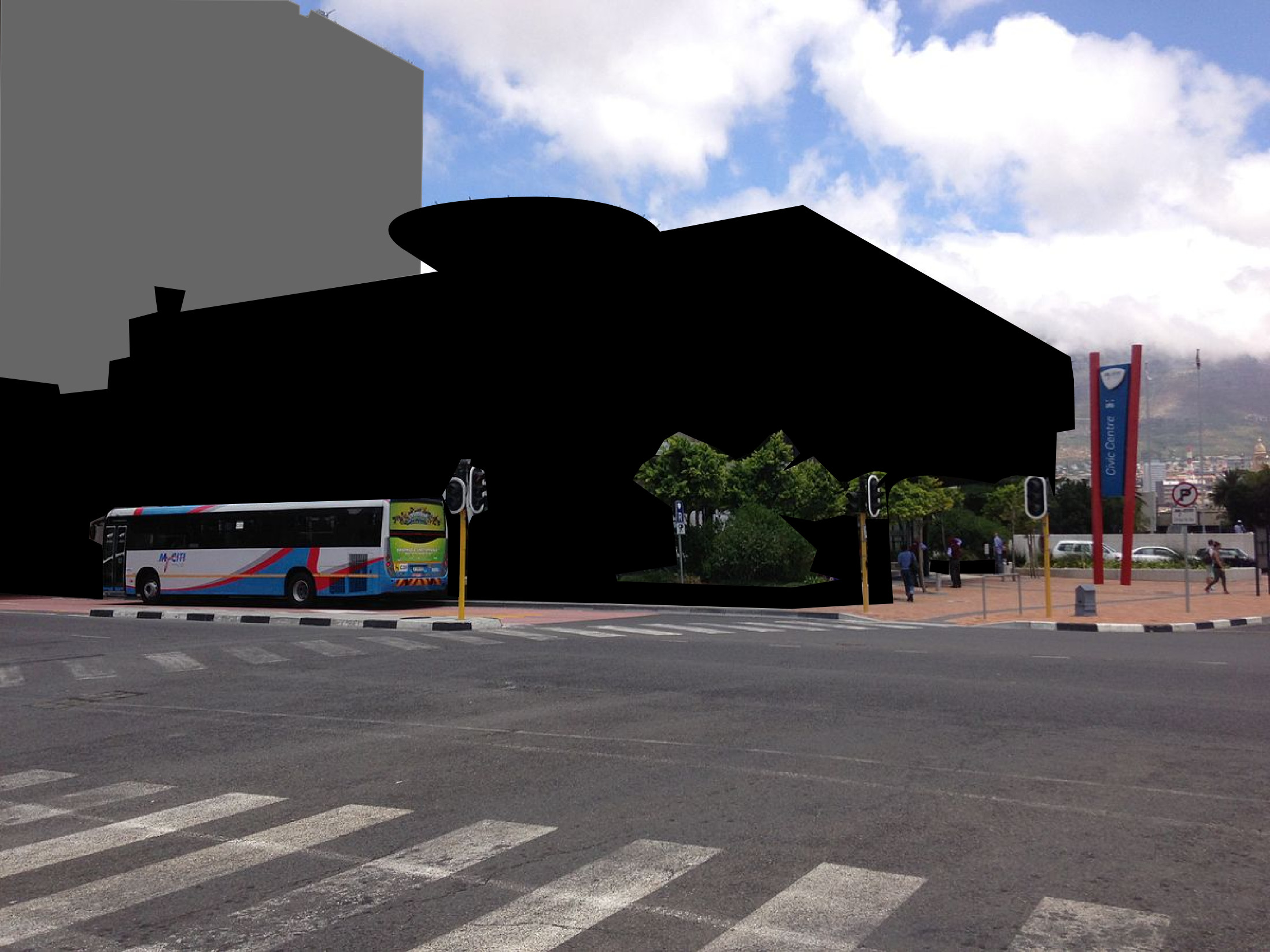
시민 센터 MyCiTi 버스정류장

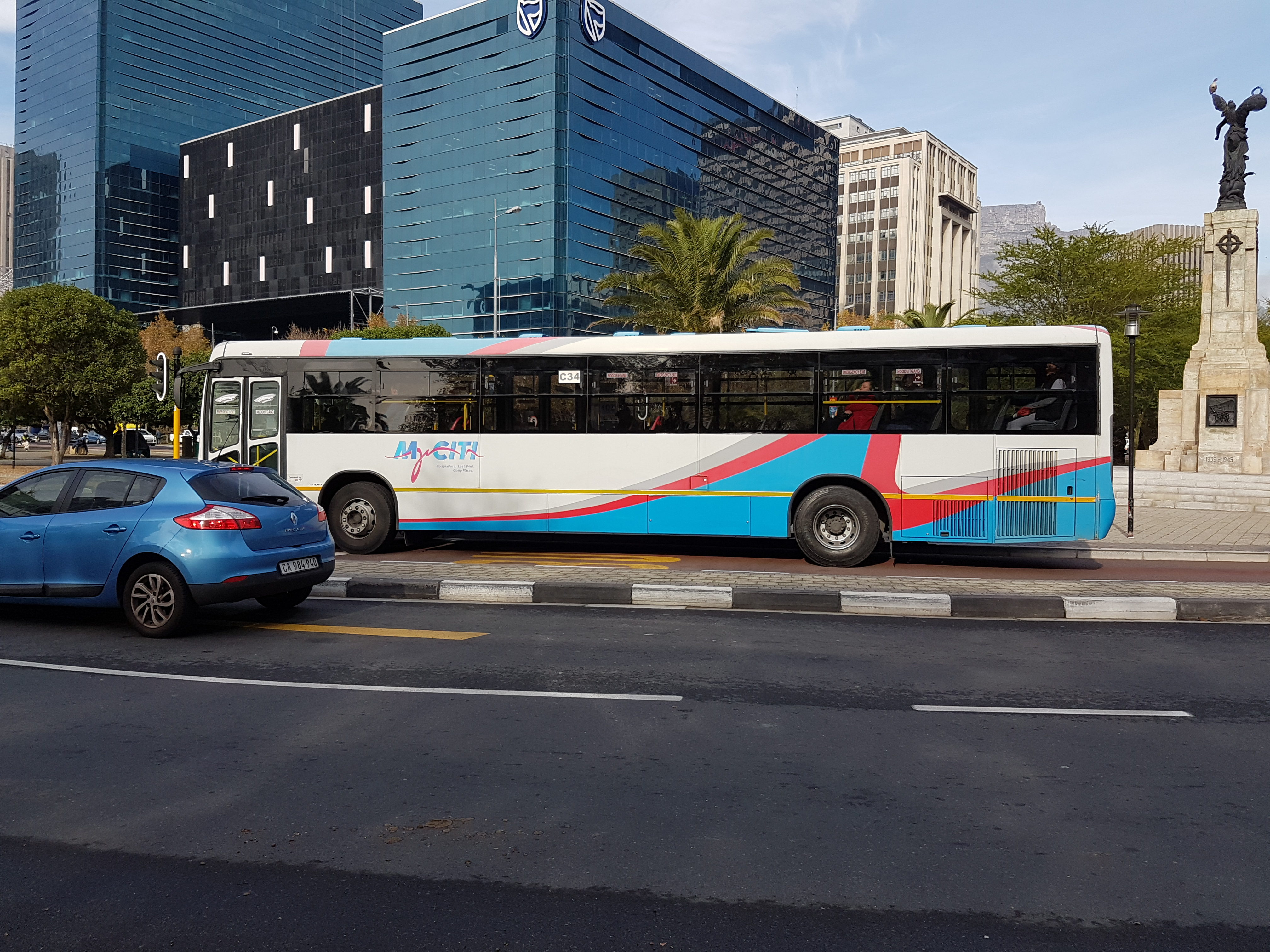
케이프타운 포쇼어의 MyCiTi 버스

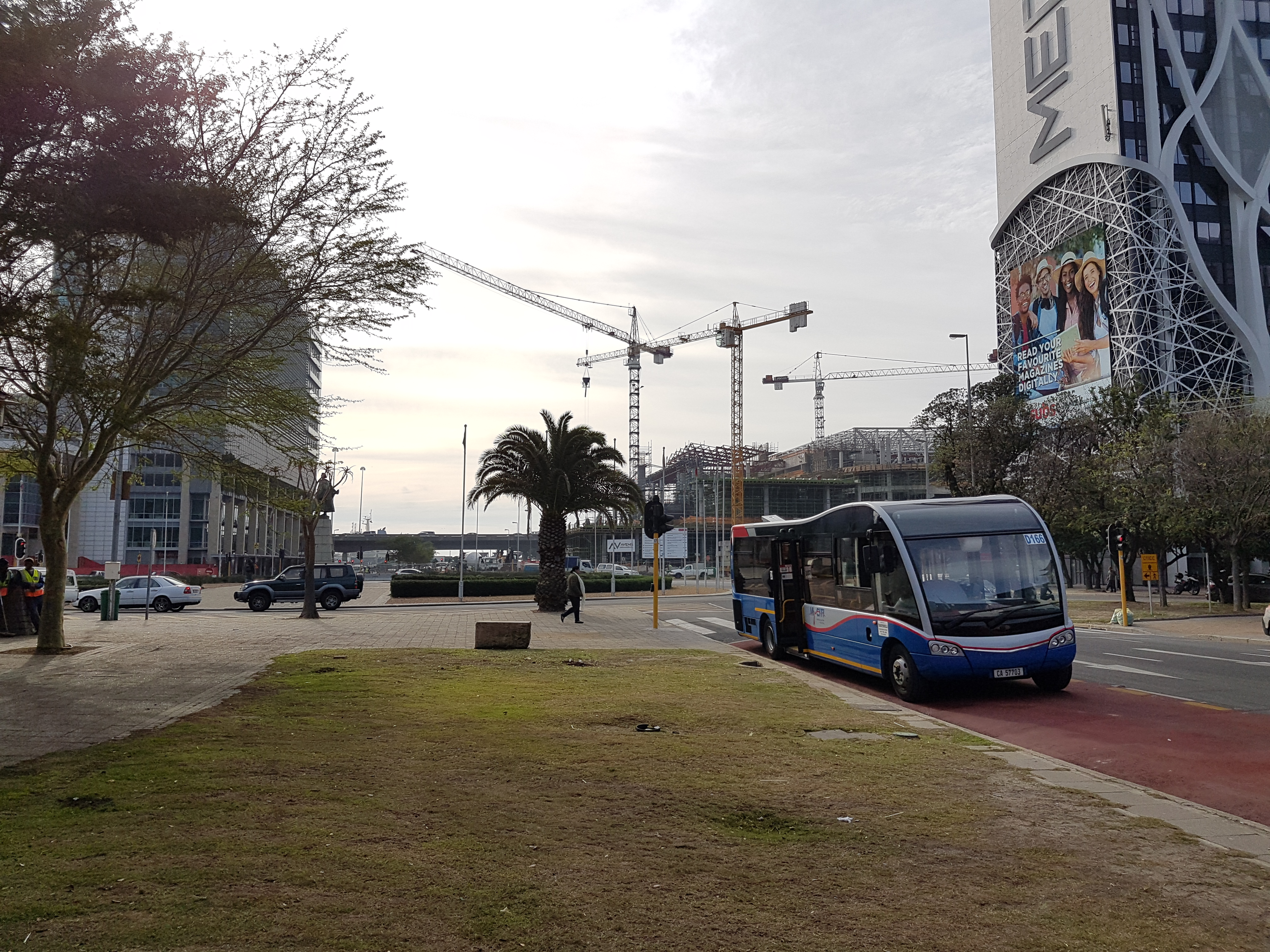
포쇼어의 버스전용차로에서 탑승 대기중인 MyCiTi 옵타어 솔로 버스

MyCiti 남아프리카공화국 케이프타운의 간선급행버스체계로, 케이프타운시 지자체(CoCT)의 통합 대중교통 주도의 경제개발 전략의 일부를 이루고 있다. 이 서비스는 케이프타운 전역으로 전개되고 있으며, 도시의 약 10%에 달하는 향상된 대중 교통 시스템을 제공한다. 이 서비스는 2010년 도시의 서쪽 해안선을 따라 남북으로 운행하는 버스 노선으로 시작되었다.

## 개요
2015년까지 MyCiTi는 블러버그/테이블 뷰, 애틀랜티스, 멜크보스트크랜드, 더넌, 밀너톤, Paarden Eiland, 센츄리 시티, 카이얼리처, 미첼스 플레인, 센트럴 케이프타운 사이에 BRT 노선을 운행했다. 또한 위의 지역을 포함하여 솔트 리버, 월머스 이스테이트, 시티볼과 대서양 해안의 모든 교외 지역, 란디드노와 후트 베이까지 운행했다.
이 서비스는 전용 버스 정류장내의 고상 관절식 및 표준형 버스, N2 Express 서비스 대응의 저상 관절식 및 표준형 버스, 교외 및 도심 지역의 소형 9m 옵타어(Optare) 버스를 사용하며, myconnect라는 EMV 호환 스마트카드 시스템을 사용한다. 노선 소요시간(즉, 같은 노선 내의 버스 소요시간)은 혼잡 시간대에는 3분에서 20분, 비혼잡 시간대에는 60분이다.
2015년 11월, 약 42대의 BRT 정류장과 600개의 이상의 버스정류장, 223대 버스를 운행하여, 36개 노선의 MyCiTi 서비스를 통해 일일 이용객이 약 6만명에 이르렀다.
MyCiTi는 2018년 10월 27일, 새로운 정류장과 노선을 도입하여 서비스를 다시 한 번 확대해, 남아프리카공화국 최대의 대중 교통 회사로 거듭난다.

## 역사
MyCiTi는 2010년 FIFA 월드컵 직전인 2010년 5월에 시빅센터(신규 버스 터미널이 건설된 곳)에서 케이프타운 국제공항까지 셔틀 서비스를 제공하면서 운영을 시작했다. 이 노선은 또한 월드컵 기간 동안 시티 볼을 둘러싼 임시 순환선을 포함했다.
2011년 5월에 첫번째 간선급행버스체계(BRT) (1A차)가 개통되었다. 도심에서 밀너턴을 거쳐 테이블 뷰까지 이어지는 서해안 전용 버스노선을 포함하고 있으며, 급행버스 서비스가 운영되고 있다. 이 간선에 연결하는 것은 시티볼에서 가든스, 시빅 센터 버스 정류장, 빅토리아 & 앨프레드 워터프런드를 연결하는 노선이며 테이블 뷰, 블러버그스트랜드, 파크랜드를 둘러싼 세 가지 지선도 있다.
2012년, 최초의 MyCiTi는 최초의 맞춤형 9미터 옵타어 솔로(Optare Solo) 버스를 차량 일부로 사용하기 시작했다. 이 버스는 190대의 주문의 일부였고, 버스마크 2000이 에핑에서 제조하였고, 공급버스로 사용되었다. Optare Solo는 더 작은 크기로 주거지와 밀집된 도시 지역에서 쉽게 운전할 수 있게 해준다.
2013년 말부터 대규모 서비스 확대가 있었다. MyCiTi 버스 서비스는 N2 익스프레스(N2 Express)라고 하는 케이프타운의 남동쪽, Khayelitsha 및 Mitchells Plain까지 확장되었다. N2 하이웨이에서 버스 및 미니버스-택시 (BMT) 차선을 사용하므로, 공공 교통 기관이 아침 혼잡 기간에 일반 교통을 통과할 수 있다.

## 목표
이 서비스는 케이프타운에서 편안하고 편리하며 안전하고 효율적이며, 자동차와 경쟁력 있는 대중교통 수단을 제공하는 것을 목표로 한다. 케이프타운 시는 MyCiTi 서비스를 기반으로하여 운송 권한을 가진 케이프타운 교통국(TCT)으로 확장했다. TCT는 버스 및 철도 (PRASA) 운송을 위해 단일 통합 발권 시스템 및 시간표가 구현되는 "하나의 비전(vision of one)"을 구현하는 것을 목표로 한다.

## 정류장 디자인
2010년 10월 케이프타운 시는 예술가와 디자이너가 MyCiTi 정류장 입구의 유리 패널에 삽화를 제작할 것을 제안했다.